# Lago Piru
Il lago Piru è un bacino idrico situato nella foresta nazionale di Los Padres e nei monti Topatopa della contea di Ventura, formatosi dalla costruzione nel 1955 della diga di Santa Felicia sul torrente Piru, affluente del fiume Santa Clara.

## United Water Conservation District
L'altezza del lago è di 318 m (1.043 piedi), mentre l'altezza del canale di scarico della diga è di 322 m. La diga è di proprietà e gestita dalla United Water Conservation District con sede nella vicina Santa Paula. Il distretto è un multi-servizio che fornisce controllo delle inondazioni, servizi ricreativi, conservazione delle acque superficiali e sotterranee , rifornimento delle acque sotterranee e acqua per l'agricoltura e gli usi urbani nella valle di Santa Clara e nella pianura di Oxnard. Formata il 5 dicembre 1950, ai sensi del Water Conservation Act del 1931, possiede circa 89 ettari intorno, compreso il lago e la diga.

## Area ricreativa del lago Piru
L'area ricreativa del lago Piru, lungo la costa occidentale, è di circa 24 ettari con varie strutture ricreative per campeggio, canottaggio, pesca, nuoto e picnic. I 238 campeggi hanno acqua ed elettricità. Ci sono 66 posti barca con un porto turistico a servizio completo. Il lago si trova alla valle del lago Pyramid ed è accessibile dalla vicina città di Piru.
L'ufficio per la valutazione dei pericoli per la salute ambientale (OEHHA) della California ha effettuato una consulenza per il lago Piru basata sui livelli di mercurio (o policlorobifenili) presenti nei pesci catturati da questo corpo idrico.

### Specie alloctona
Le cozze Quagga si sono stabilite nel lago Piru e in seguito nella valle del Piru nel 2013. Sono una specie alloctona trovata in vari fiumi e laghi degli Stati Uniti nel 2014. I distretti dovranno sviluppare un piano per affrontare l'ulteriore colonizzazione. Il distretto idrico municipale di Casitas che gestisce il vicino lago Casitas suggerì di svuotare il bacino idrico. È stato anche considerato l'avvelenamento con una soluzione di potassio.

## Annegamenti
A causa di numerosi detriti, scarsa visibilità, vortici, venti forti e temperature bassa, un numero di decessi collegati all'annegamento si sono verificati nel lago Piru:
- Nell'agosto 1994 il 27enne Jesus Danilo Carranza di North Hollywood annegò mentre era in gita con la sua famiglia nonostante indossasse un giubbotto di salvataggio.[8]
- Nel luglio 1997 Liborio Dominguez di Long Beach annegò mentre cercava di salvare sua figlia. La ragazza fu salvata, ma il corpo di Dominguez non fu scoperto fino a diversi giorni dopo.[8]
- Nel luglio 1997 il 22enne Isidro Castillo di Newhall ebbe dei problemi durante il nuoto e chiese alla sua ragazza di lanciargli una boa. La donna non è stata in grado di procurargli il dispositivo di galleggiamento. Il suo corpo fu trovato il giorno dopo.[8]
- Nel settembre 1997 i soccorritori recuperarono il corpo del trentenne residente a Port Hueneme, Ulises Anthony Mendoza, che fu visto per l'ultima volta giorni prima mentre nuotava con i familiari vicino alla loro barca.[8]
- Nel febbraio 1998 il corpo del dipendente del Lago Piru, Arthur Raymond Caladara fu trovato annegato vicino al molo.[8]
- Nel giugno 1998 il corpo del trentenne Vy Xuan Dang di Garden Grove, scomparso mentre nuotava con la sua famiglia durante il weekend del Memorial Day, fu trovato da un ranger del parco.[9]
- Nel 2000 Douglas West, responsabile del parco e dei servizi ricreativi del lago Piru, disse che durante i suoi 23 anni al lago c'erano stati una dozzina di annegamenti. La maggior parte delle vittime furono nuotatori inesperti che non indossavano giubbotti di salvataggio e sopravvalutavano le proprie capacità o nuotavano in aree vietate.[8]
- Naftoli Smolyanksy morì in un incidente in barca nell'agosto 2008. Smolyansky portò il figlio di 9 anni e le sue figlie di 5 e 7 anni fuori sul lago lunedì pomeriggio, quando la figlia più piccola cadde dalla barca. Saltò in acqua per salvarla e riuscì a riportarla sulla barca mentre si allontanava. Smolyanksy non fu in grado di nuotare verso la barca e non riemerse.[10]
- L'8 luglio 2020 secondo quanto riferito[11], l'attrice Naya Rivera scomparve presumibilmente annegata dopo che la sua barca fu trovata alla deriva sul lago con suo figlio, Josey, ancora addormentato con addosso un giubbotto di salvataggio. Josey disse agli investigatori che lui e sua madre erano andati a nuotare e che lei non era tornata sulla barca. La borsa e il portafoglio di Rivera furono trovati sulla barca e la sua Mercedes G Wagon nera nel parcheggio. Il dipartimento della contea di Ventura sospese l'operazione di ricerca e salvataggio quella sera, ma annunciò l'intenzione di riprendere la mattina seguente. Il corpo dell'attrice venne poi ritrovato senza vita il successivo 13 luglio.[12] A partire dal 22 agosto 2020, dopo più di un mese dalla morte dell'attrice Naya Rivera, viene ufficialmente imposto il divieto di tuffarsi nel lago.